# Araioses (ort)
Araioses är en ort i Brasilien.   Den ligger i kommunen Araioses och delstaten Maranhão, i den nordöstra delen av landet, 1 600 kilometer norr om huvudstaden Brasília. Araioses ligger 7 meter över havet och antalet invånare är 8 667.
Terrängen runt Araioses är mycket platt. Runt Araioses är det glesbefolkat, med 19 invånare per kvadratkilometer.. Närmaste större samhälle är Parnaíba, 14,1 kilometer öster om Araioses. 
Omgivningarna runt Araioses är huvudsakligen savann.